# Точак среће (тарот карта)
Точак среће (X) је једна од 78 карата у шпилу тарота и десети је адут или карта Велике Аркане у већини тарот шпилова. Користи се у игрању игара као и у прорицању.

## Опис
Карта на слици је карта Точак среће из Рајдер-Вејт тарот шпила. А. Е  Вејт је био кључна личност у развоју тарота у складу са херметичким магијско-религиозним системом који се такође развијао у то време, и овај шпил, као и данас у општој употреби, такође чини основу за низ других модерних тарот шпилова.

Према Вејтовој књизи Сликовни кључ тарота из 1910. године, карта Точак среће носи неколико гатачких асоцијација: 
10. ТОЧАК СРЕЋЕ—Судбина, богатство, успех, уздизање, срећа, срећа. Обрнуто: повећање, обиље, сувишност.
Точак није увек приказан исписан било каквим словима. Тамо где је то случај, слова T-A-R-O (у смеру казаљке на сату) или T-O-R-A (у супротном смеру од казаљке на сату) често се могу наћи поред четири крака, што се такође може тумачити као R-O-T-A, латинска реч која значи „точак“. У неким шпиловима, као што је Вејт, точак је такође исписан додатним алхемијским симболима који представљају четири елемента: Земљу, Ваздух, Ватру и Воду (за које се такође каже да су представљени у целом тароту са четири „одела“ Пентаграми или Дискови, Штапови, Мачеви и Пехари. Ови амблеми се такође могу видети на Маговом столу на карти Маг (I).
На приказаној Вејтовој карти, иако не нужно на другим, такође се налазе четири крилата створења у угловима карте, која представљају симболе четири јеванђелиста (Лав, Во, Човек и Орао). Ова четири јеванђелиста су такође представљена са четири фиксна астролошка знака: Бик, Лав, Шкорпија и Водолија. Поред тога, види се и представа бога Анубиса како се уздиже са точком на десној страни, док се змијолики Тифон спушта са леве стране. На точку, наизменично са словима T-A-R-O, налазе се хебрејска слова י-ה-ו-ה, која се обично транслитерују као ЈХВХ (Јахве - хебрејски за Бога).

## Тумачење
Уобичајени аспект већине тумачења ове карте у оквиру читања је увођење елемента промене у живот Упитивача, као што је промена положаја места, стања или среће: као на пример богати постаје сиромашан, или сиромашни постаје богат.